# راکسبری (نیوهمشایر)
راکسبری، نیوهمشایر (به انگلیسی: Roxbury, New Hampshire) یک شهرک در ایالات متحده آمریکا است که در شهرستان چشایر، نیوهمپشایر واقع شده‌است.

## خصوصیات
راکسبری ۳۱٫۶ کیلومترمربع مساحت و ۲۲۹ نفر جمعیت دارد و ۴۱۹ متر بالاتر از سطح دریا واقع شده‌است.